# 禿忽魯帖木兒
禿忽魯帖木兒汗（Tughlugh Timur，1329年—1363年），教名艾布伯克里·穆罕默德，1347年在位。東察合台汗國第1代可汗。察合台后裔，父親是笃哇幼子埃米尔火者。他是第一位公開宣佈接受伊斯蘭教的蒙兀兒斯坦可汗，是由杜格拉特部從瓦剌找來阿克蘇即位的。他在當可汗前，遇到和卓札馬魯丁并受他感召，答应他即可汗位後信教。
也先不花死後，汗位空了十多年。杜格拉特部找出他來出任可汗。他即位后，杜格拉特部得到喀什為封地。1353年，由和卓額什丁主持他的入教儀式。16萬蒙兀兒人入教，除了楚剌思部埃米爾略為猶豫。據海達爾說，他與和卓商討傳教政策，決定逐個貴族接見，如果他們信教便沒問題，如不信，就當拜偶像者處死。但也不是沒反抗，阿力麻里的景教徒和庫事佛教徒趁他征戰河中時叛亂。在他統治時間，察合台汗國重新統一，在1361年進攻河中（渴石一带），留他的兒子也里牙思火者為河中總督。由帖木兒、康里人别吉克、葛逻禄人哈米德充當助手。他死後，汗國又再大亂。
有二子，也里牙思火者、黑的兒火者。

## 資料來源
- 歷史上的新疆

| 前任： 合赞算端 （察合台汗国君主） | 东察合台汗国君主 1347年—1363年 | 繼任： 也里牙思火者 |
| 前任： 铁穆尔沙                    | 西察合台汗国君主 1360年—1363年 | 繼任： 阿的勒算端   |